# Eois isographata
Eois isographata är en fjärilsart som beskrevs av Walker 1863. Eois isographata ingår i släktet Eois och familjen mätare. Inga underarter finns listade i Catalogue of Life.